# هویت دیجیتال
هویت دیجیتال (به انگلیسی:digital identity) اطلاعاتی است که توسط سیستم‌های کامپیوتری برای نشان دادن یک عامل خارجی - یک شخص، سازمان، برنامه یا دستگاه استفاده می‌شود. هویت دیجیتالی امکان دسترسی به خدمات ارائه شده با رایانه را به صورت خودکار فراهم کند و این امکان را برای رایانه‌ها را فراهم می‌کند تا روابط را میانجیگری کنند.
استفاده از هویت‌های دیجیتال به قدری گسترده‌است که در بسیاری از بحث‌ها به «کل» مجموعه اطلاعات تولید شده توسط فعالیت آنلاین یک فرد به عنوان «هویت دیجیتال» اشاره می‌کنند. هویت دیجیتال شامل نام‌های کاربری و گذرواژه‌ها، سابقه جستجو، تاریخ تولد، شماره تأمین اجتماعی، و سابقه خرید است، به‌ویژه زمانی که این اطلاعات در دسترس عموم است و ناشناس نیست و می‌تواند توسط دیگران برای کشف هویت مدنی آن شخص استفاده شود. در مفهومی گسترده‌تر، هویت دیجیتال جنبه‌ای از هویت اجتماعی یک فرد است و به آن هویت برخط نیز می‌گویند.
هویت دیجیتالی افراد اغلب با هویت مدنی یا ملی آنها مرتبط است و بسیاری از کشورها سیستم‌های هویت دیجیتال ملی را ایجاد کرده‌اند که هویت دیجیتالی را در اختیار شهروندان خود قرار می‌دهند.
با «هویت خودمختار» (یا به انگلیسی: «self-sovereign identity»)، کاربر ابزاری برای تولید و کنترل شناسه‌های منحصر به فرد و همچنین راهی برای ذخیره داده‌های هویتی دارد.
اثرات حقوقی و اجتماعی هویت دیجیتال پیچیده و چالش‌برانگیز است.

## پس‌زمینه

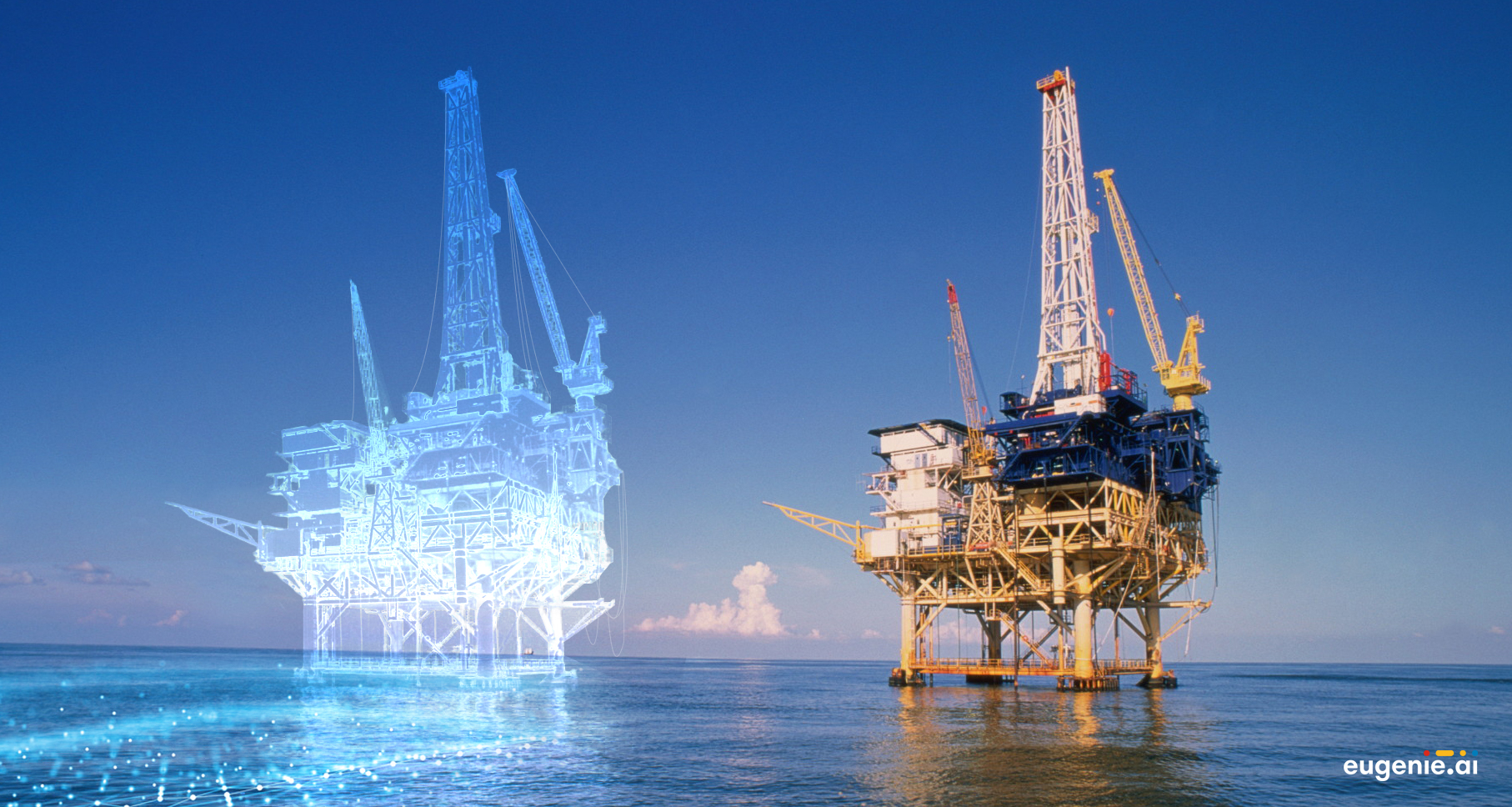
دو قلو دیجیتال یک دکل نفتی

یک مشکل حیاتی در فضای مجازی این است که بدانیم با چه کسی در حال تعامل هستیم. تنها با استفاده از شناسه‌های ثابت مانند رمز عبور و ایمیل، هیچ راهی برای تعیین دقیق هویت یک فرد در فضای مجازی وجود ندارد، زیرا این اطلاعات می‌تواند به سرقت رفته یا توسط بسیاری از افراد استفاده شود. هویت دیجیتال بر اساس روابط موجودیت پویا که از تاریخچه رفتاری در چندین وب‌سایت و برنامه تلفن همراه گرفته شده‌است، می‌تواند هویت را با دقت ۹۵ درصد تأیید و احراز هویت کند.
با مقایسه مجموعه‌ای از روابط موجود بین یک رویداد جدید (مثلاً ورود به سیستم) و رویدادهای گذشته، یک الگوی همگرا با داده‌های قبلی می‌تواند هویت را به‌عنوان مشروع تشخیص دهد و در جایی که این اتفاق نیفتاد، تلاش برای پوشاندن هویت رخ داده‌است. داده‌های مورد استفاده برای هویت دیجیتال عموماً با استفاده از هش یک طرفه ناشناس می‌شوند، بنابراین از نگرانی‌های مربوط به حریم خصوصی جلوگیری می‌شود. از آنجا که هویت دیجیتال بر اساس تاریخچه رفتاری است، جعل یا سرقت یک هویت دیجیتال بسیار سخت است.